# 溴化钯
溴化钯是一种钯的溴化物，化学式为PdBr2，25℃时密度为5.173 g/mL。 它广泛作为商品出售，用作钯化学的起始原料，尽管比氯化钯少见。与氯化钯类似，溴化钯不溶于水，但加热时能溶于乙腈，并以单聚体形式形成加合物：
PdBr2 + 2 MeCN → PdBr2(MeCN)2

## 制备
溴化钯可以由钯和氢溴酸反应而成。它也可以由其组成元素直接化合而成。

## 性质
溴化钯是一种深棕色的针状晶体。它不溶于水和有机溶剂，但可溶于氢卤酸。它是单斜晶系的，空间群 P21/c (No. 14)，晶格参数 a = 659 pm、b = 396 pm、c = 2522 pm 和β = 92.6°

## 用处
溴化钯可以用作有机合成的催化剂。